# Gebisslose Zäumung

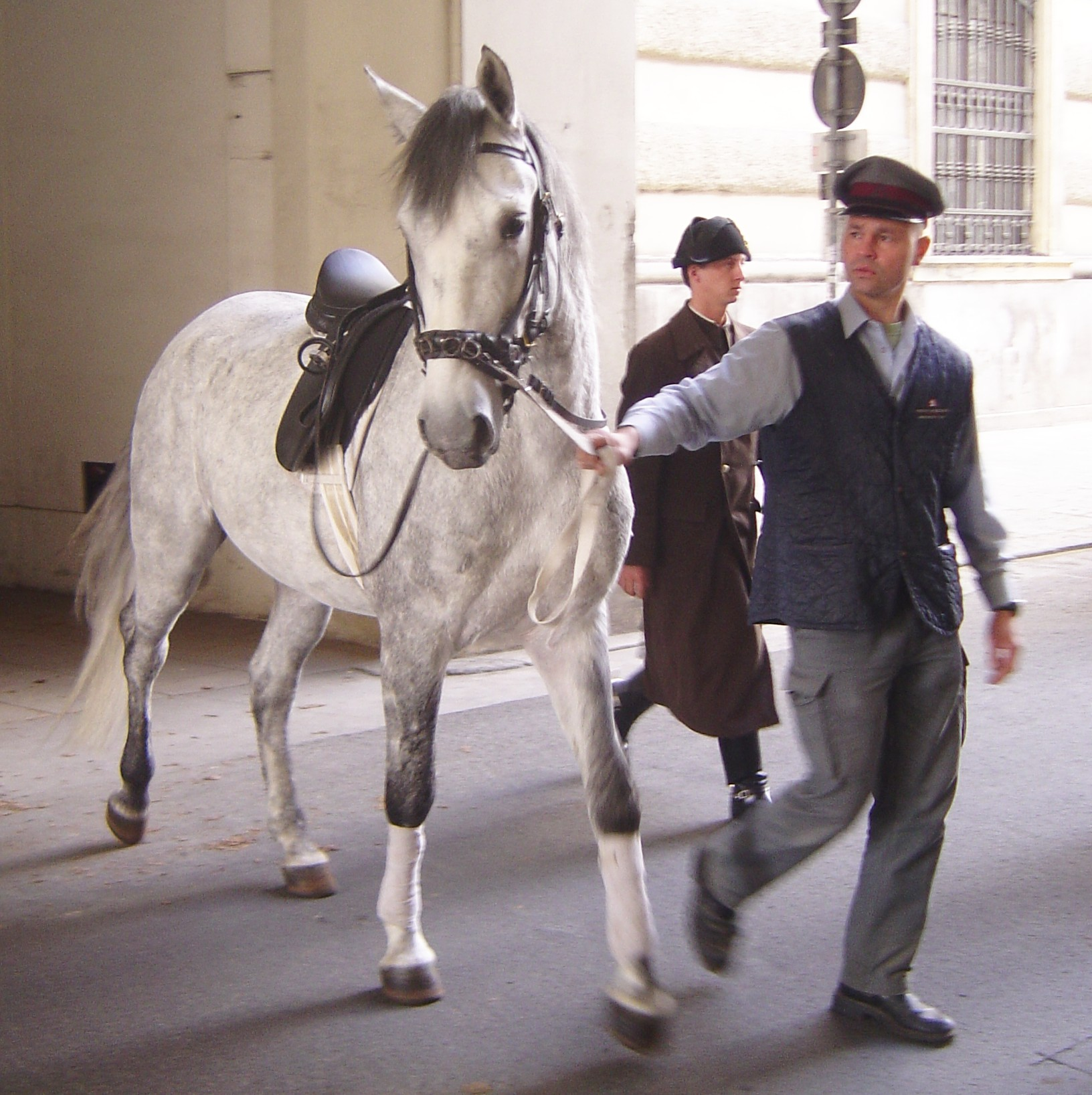
Junger Lipizzaner mit Kappzaum

Gebisslose Zäumungen sind Alternativen zur Zäumung auf Trense oder Kandare. Sie werden beispielsweise in der Ausbildung junger Pferde verwendet und bei Pferden, die eine Verletzung im Maulbereich haben, im Maul übermäßig empfindlich oder übermäßig hart sind.
Bei manchen Freizeitreitern sind gebisslose Zäumungen beliebt, weil von ihnen vermutet wird, dass sie sanfter als Trensenzäumungen sind. Bei gebisslosen Zäumungen unterscheidet man zwischen jenen, die ohne Hebelwirkung auf Nase oder Genick wirken, und jenen, die mit durch Anzüge verstärkter Kraft auf Nase, Kinn und/oder Genick wirken. Das Pferd kann dem Zügeldruck nicht durch Nachgeben im Maul ausweichen (was aber meist auch bei „normalen“ Trensen und Kandaren nicht möglich ist, da viele Reiter einen Sperrriemen nutzen). Die Kräfte werden je nach Zäumung unmittelbar auf den Nasenrücken oder das Genick übertragen, was – wie es grundsätzlich bei jeder Zäumung selbstverständlich sein sollte – eine besonders vorsichtige Zügelhandhabung notwendig macht.
Je nach Zielsetzung, Reiter und Pferd sind Zäumungen mit oder ohne Gebiss besser geeignet. Bei Dressurturnieren sind gebisslose Zäumungen nicht zugelassen, im Springen jedoch teilweise erlaubt. Darüber hinaus werden sie gerne von Wanderreitern verwendet, weil das Pferd in den Pausen ohne Gebiss fressen kann, ohne dass es abgezäumt werden muss.
Aber auch im Reitunterricht kann eine Gebisslose Trense gut funktionieren, solange der Lehrer / die Lehrerin sich auskennt.

## Kappzaum
Der Kappzaum wird meist zum Longieren und bei der Bodenarbeit verwendet. Er ist ein gebissloses Halfter, das in erster Linie beim Training mit jungen Pferden und bei der Handarbeit benutzt wird, um sie nicht im Maul abzustumpfen. In Südwesteuropa werden die dortigen Varianten des Kappzaumes (Serreta, Caveçon) häufig zum Einreiten und oft auch danach zum Reiten benutzt.
Longe oder Führstrick werden grundsätzlich im mittleren der drei Kappzaumringe befestigt, welche sich auf dem Nasenstück befinden. Dadurch wird Druck auf das Nasenbein ausgeübt, wenn sie aufgenommen werden. Hilfszügel bzw. Reitzügel werden in den beiden seitlichen Ringen eingehakt. Im Verlauf der Ausbildung kann der Kappzaum mit einem Gebiss mit separaten Zügeln kombiniert werden, um das junge Pferd langsam an die Verwendung des Gebisses heranzuführen.

### Kappzaum an der Spanischen Hofreitschule
Der an der Spanischen Hofreitschule verwendete Kappzaum besteht im Wesentlichen aus einem zweimal gebrochenen Naseneisen. Der mittlere Teil dieses Naseneisens ist eigens für jeden Hengst an dessen Nasenrücken angepasst, um eine optimale Passform zu gewährleisten. Auf diesem Stück sitzen auch die drei Ringe, wobei die beiden äußeren starr und der mittlere umlaufend ist. Das Naseneisen ist mit Leder ummantelt und zusätzlich gepolstert. Der Kappzaum wird mit einem Kinn- und einem Ganaschenriemen eng anliegend verschnallt.

### Schwerer Kappzaum
Der in Deutschland zumeist übliche schwere Kappzaum besteht aus einem fest verschnallten, gepolsterten Naseneisen. Dieses soll gut am Nasenrücken des Pferdes aufliegen, um eine sichere und deutliche Führung zu ermöglichen und um ein Aufscheuern des Nasenrückens zu vermeiden. Das Naseneisen ist meist aus drei scharnierartig miteinander verbundenen Stahlbändern von ca. 3 mm Stärke, 10 cm Länge und 2–3 cm Breite zusammengesetzt. An jedem dieser drei Stahlbänder ist ein Ring befestigt. Durch die dicke Polsterung wird die Einwirkung auf das Pferd mit Hilfe des schweren Kappzaums eher ungenau und schwammig, wenn er nicht genau angepasst ist.

### Serreta
Die Serreta ist die klassische iberische Ausbildungszäumung. Bei der Serreta besteht das Naseneisen aus einem in der Form der Pferdenase bedingt anpassbaren, an der Innenseite häufig gezähnten, lederummantelten Stahlbügel. Der Vorteil der Serreta gegenüber den meisten anderen Kappzäumen besteht darin, dass sich das Naseneisen beim Longieren oder Führen am oberen Ring nicht verdrehen kann, weshalb an diesem Kappzaum auch kein Backenriemen erforderlich ist. Die Serreta ist der am schärfsten wirkende Kappzaum und gehört daher in erfahrene, feinfühlige Hände. In groben oder unerfahrenen Händen kann die Serreta Verletzungen verursachen, deren Narben man bei aus Spanien oder Portugal importierten Pferden manchmal sehen kann. Ähnlich wie im kalifornischen Westernreiten, werden die Pferde direkt von der Serreta auf die Kandare umgestellt, wobei in der Umstellungsphase beide Zäumungen parallel verwendet werden. Hierbei werden die beiden seitlichen Ringe der Serreta als Ringe für die Trensenzügel benutzt. Serretas sind nicht für alle Pferde geeignet. Für Warmblüter sind Serretas häufig nicht passend zu machen, weil sie für die schmaleren Köpfe von iberischen Pferden bemessen sind.

### Caveçon
Beim südfranzösischen Caveçon besteht das Nasenteil aus einer Kette, die in einem Lederschlauch verläuft. Es sind allerdings auch scharfe Varianten mit blanken Fahrrad- oder Motorradketten als Nasenriemen bekannt. Auch der Caveçon sollte nur von feinfühligen, erfahrenen Reitern bzw. Ausbildern benutzt werden.

### Pluvinel
Eine nach dem klassischen Reitmeister Antoine de Pluvinel benannte Variante des Caveçon bzw. der Serreta kommt mit einem rein ledernen Nasenriemen aus, in den die üblichen drei Ringe eingenietet sind. Das Pluvinel gilt als Kappzaum mit der sanftesten Wirkung. Es gibt jedoch häufig das Problem, dass sich der obere Ring beim Longieren zur Seite verdreht, wenn der Kinnriemen nicht stark festgeschnallt ist.

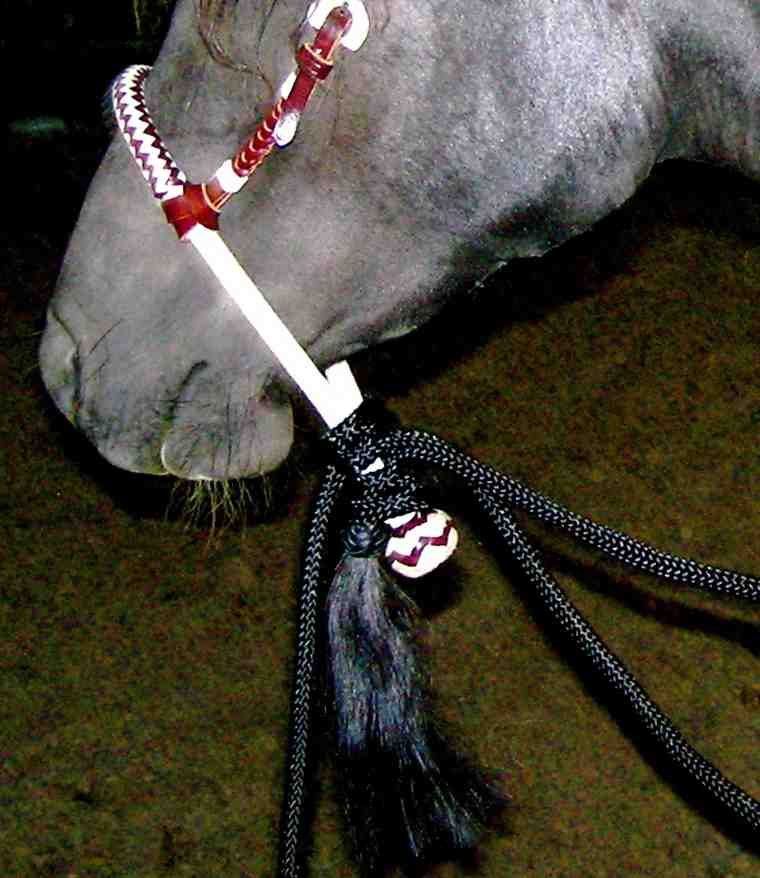
Bosal mit Kunststoffseil statt Mecate

## Kalifornische Hackamore (Bosal)
Die kalifornische (auch echte) Hackamore besteht aus zwei Teilen: dem Bosal und der Mecate. Ein Bosal wird aus Rinderrohhaut hergestellt und liegt auf dem Nasenrücken des Pferdes auf. Hieran wird unter dem Kinn die Mecate geknotet, welche aus einem geschlossenen Zügel mit einem Führseil besteht. Die Mecate wird grundsätzlich aus Pferdehaar oder aus Nylon hergestellt und ist in verschiedenen Größen und Stärken erhältlich. Die Signalgebung des Bosals erfolgt hauptsächlich auf dem Nasenrücken, unter dem Kinn sowie durch Anlegen der Mecate am Pferdehals. Je nach Ausbildungsstand und Eignung kommen unterschiedlich dicke Bosals und Mecates zum Einsatz mit dem Ziel, die Hilfegebung immer weiter zu verfeinern.
In der kalifornischen Tradition des Westernreitens wird das Pferd vollständig mit der Hackamore ausgebildet, bevor es durch den Trainingsabschnitt der Two-Reins (Pencil-Bosal und Spade Bit), nur noch einhändig „straight up in the bridle“ mit Spade Bit geritten wird. Dieser traditionelle, langwierige Ausbildungsweg wird heute nur noch von wenigen Liebhabern beschritten.

## Kolumbianisches Bosal
Das kolumbianische Bosal besteht aus zwei Teilen: Dem Bosal (Nasenstück) und einer Barbada (Kinnstück). Das kolumbianische Bosal wird ca. vier bis fünf Finger breit über dem oberen Nüsternrand verschnallt. Es sollte nicht zu tief verschnallt werden, da dort der empfindliche Nasenknorpel geschädigt, die Atmung behindert und Schmerzen bereitet werden können. Zwischen dem Kinnteil und dem Pferdekinn sollten mindestens noch zwei aufrecht stehende Finger passen. Das Bosal sollte nicht zu eng verschnallt werden, damit das Pferd abkauen kann.
Das Nasenstück und Kinnstück gibt es aus Leder, geflochtener oder gedrehter Rohhaut, Metall oder Nylon. Die Breite der Auflagefläche auf dem Nasenrücken kann von fingerdünn bis halfterbreit variieren. Die Nasenstücke gibt es in verschiedenen Ausführungen, beispielsweise mit zwei eingearbeiteten Holzkugeln oder Metalleinlagen, die einer exakteren Einwirkung auf dem Nasenrücken dienen. Je nach Beschaffenheit reicht die Wirkung von mild bis sehr scharf.
An der Barbada befinden sich in der Mitte zwei Ringe zum Einschnallen eines zweiten Zügelpaars. Das seitliche Zügelpaar am Bosal dient der Biegung und Richtungsweisungen. Das untere Zügelpaar an der Barbada wird hauptsächlich zur Versammlung und zum Stoppen verwendet. Das kolumbianische Bosal kann auch mit einem Gebiss kombiniert werden, wobei dann ein Zügelpaar am Bosal und eines am Gebiss angebracht werden.

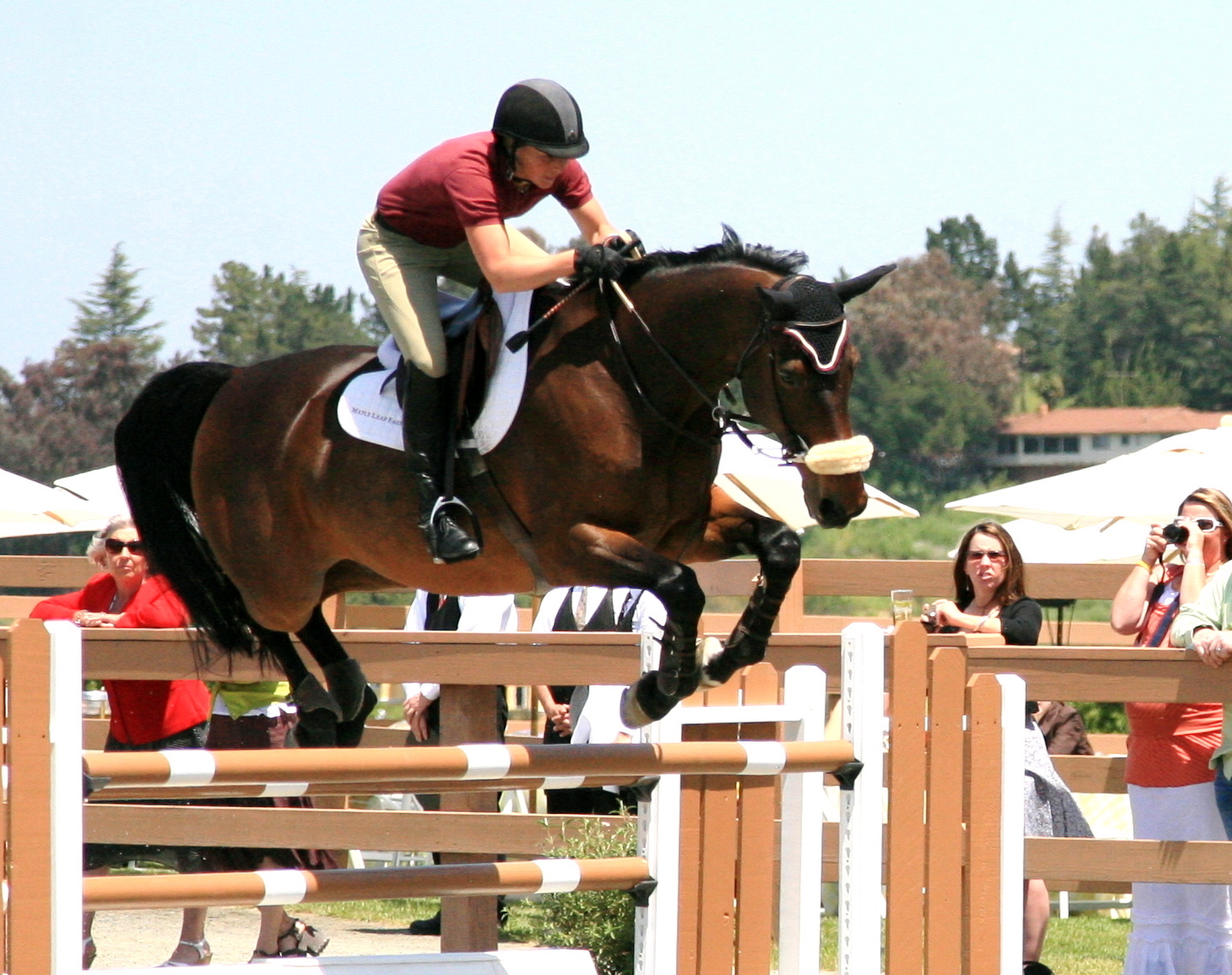
Mechanisches Hackamore beim Springen

## Mechanische Hackamore
Die mechanische Hackamore ist eine gebisslose Zäumung mit Anzügen, die von manchen Freizeitreitern genutzt wird. Schon bei leichtem Zügelzug wird harter Druck auf den empfindlichen Kinnnerv, das Nasenbein und das Genick ausgeübt. Die Anzüge werden unter dem Pferdekinn mit einer Querstange im korrekten Abstand gehalten. Deshalb darf sie nur einhändig geführt werden, sonst verkantet sie sich. Es gibt mechanische Hackamoren mit gebogenen und geraden, langen und kurzen Anzügen, Kinnriemen mit umwickelter Fahrradkette und weitere Verschiedenheiten. Lange und gerade Anzüge wirken am schärfsten. Am weichsten wirkt die englische Hackamore, bei der an seitlichen Metallkreuzen mit kurzen gebogenen Anzügen Nasen-, Backen-, Kinnriemen und Zügel befestigt sind.

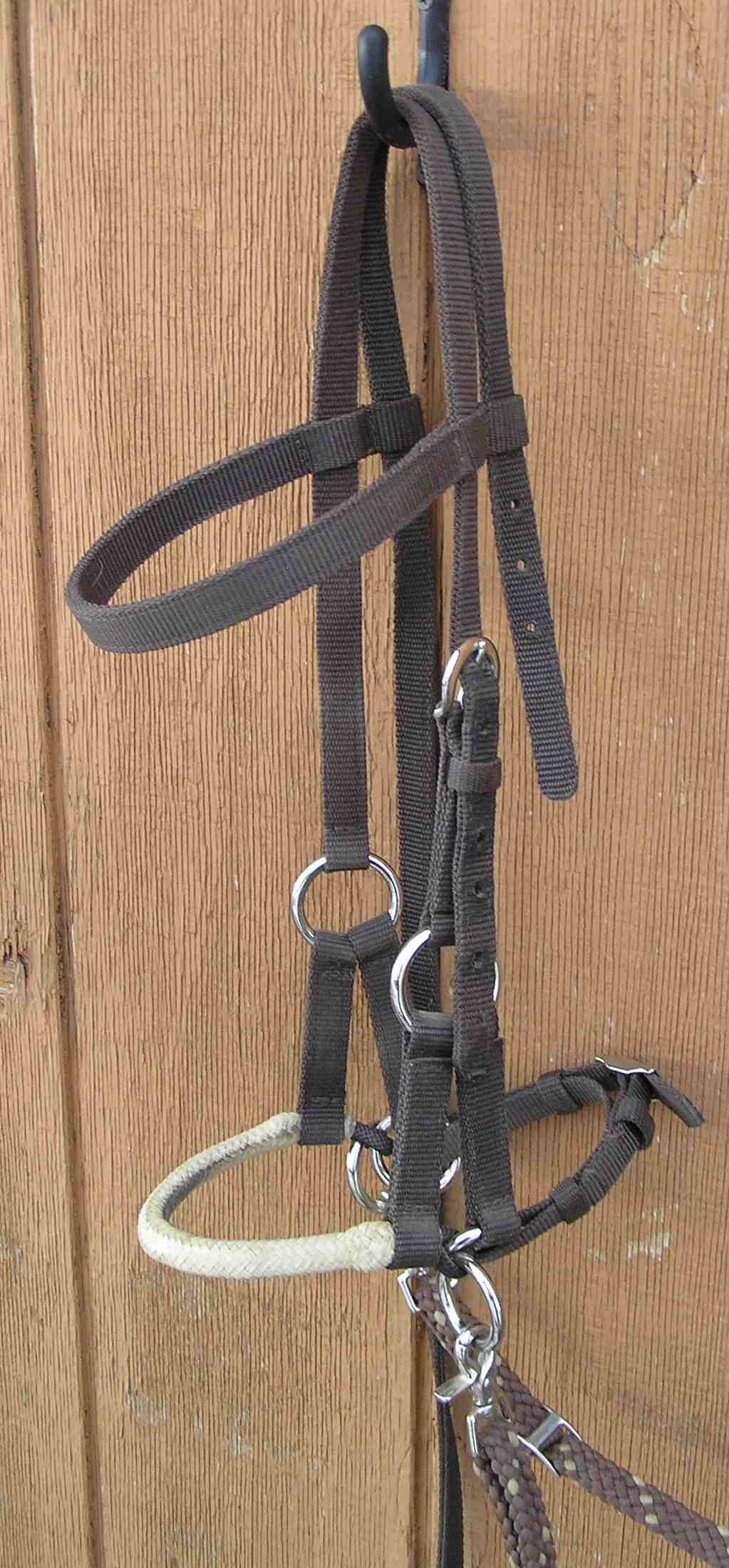
Sidepull

Die mechanische Hackamore erlaubt keinerlei richtungsweisende Signalgebung und ist deshalb nur sehr erfahrenen Reitern vorbehalten. Erfunden wurde sie beim Rodeo, um komplett verrittene und im Maul empfindungslos gewordene Pferde kontrollieren zu können. Die erheblichen Hebelkräfte und das mit unsachgemäßer Handhabung oder bei Unfällen potenzierte Verletzungsrisiko für das Pferd widerlegen die Annahme, gebissloses Reiten sei per se pferdeschonend.

## Sidepull
Das Sidepull hat die Form eines Halfters, nur mit verstärktem Nasenriemen. Rechts und links am Nasenriemen sind Ringe angebracht, an die die Zügel gehakt werden. Das Sidepull wirkt nur auf die Nase und hat seinen Ursprung in der Westernreiterei, in der mit seiner Hilfe junge Pferde eingeritten werden. Das Sidepull wird hier mit einem deutlich seitlichen Zug – daher der Name – eingesetzt, der es dem jungen Pferd erleichtern soll, die seitwärts treibenden Hilfen zu erlernen. Daher wird das Sidepull niemals allein, sondern immer mit Schenkel-, Gewichts- oder Zügelhilfe des gegenüber liegenden Zügels angewandt, der dazu lediglich am Hals angelegt wird.
In den USA ist eine weitere Version des Sidepulls bekannt, das sogenannte Training Bridle, ähnlich dem Dr Cook Webbing Bitless Bridle, mit weichem Webnasenband.

## Lindel
Das Lindel hat dieselbe Form wie das Sidepull, nur dass der Nasenriemen aus Leder ist und relativ eng um das Pferdemaul verschnallt wird. Da diese Form des Zaumzeugs sehr weich für das Pferd ist, ist es auch für Reitanfänger sehr gut geeignet. Im Dressursport stößt man hier allerdings schnell an Grenzen, da die Hilfengebung zu undeutlich ist. Für Freizeitreiter und Ausritte ist diese Art der Zäumung allerdings gut geeignet, wobei beachtet werden muss, dass ein unruhiges Pferd im Gelände mitunter nur schwer mit einem Lindel kontrolliert werden kann. 

## Scawbrig
Die Scawbrig ist eine englische Erfindung, die sich ein Freizeitreiter leicht selbst anfertigen kann. An einem hannoverschen Reithalfter mit verkürzten Backenstücken wird statt Kinnriemen ein Zügel durch die beiden Ringe gezogen. Man kann auch eine weiche Kette durch die Ringe ziehen und an diesen ein Paar Zügel befestigen oder die Zügel an den Ringen anbringen. Es ist eine schlichte Zäumung, die sich gut zum Spazierenreiten eignet. Bei festem Zügelzug kann der Riemen am Kinn scheuern.

## Weitere gebisslose Zäumungen
Neben den bekanntesten und gebräuchlichsten Zäumungen existiert noch eine Vielzahl weiterer, die sich in ihrer Form, Anwendung und Wirkung mehr oder weniger unterscheiden. Dazu gehört unter anderem das merothische Reithalfter, das mit unterm Kinn gekreuzten Zügeln funktioniert.

### Bändele
Das Bändele ist eine Zäumung von Fred Rai, die dem Bosal ähnelt und nur aus einem dünnen Seil um die Nase und das Genick besteht und angeflochtene geschlossene Zügel hat. Es soll locker und etwa eine Handbreit über den Nüstern des Pferdes liegen, um nicht auf die Atemwege zu drücken. Mit dieser Zäumung können Signale auf den Nasenrücken des Pferdes gegeben werden. 

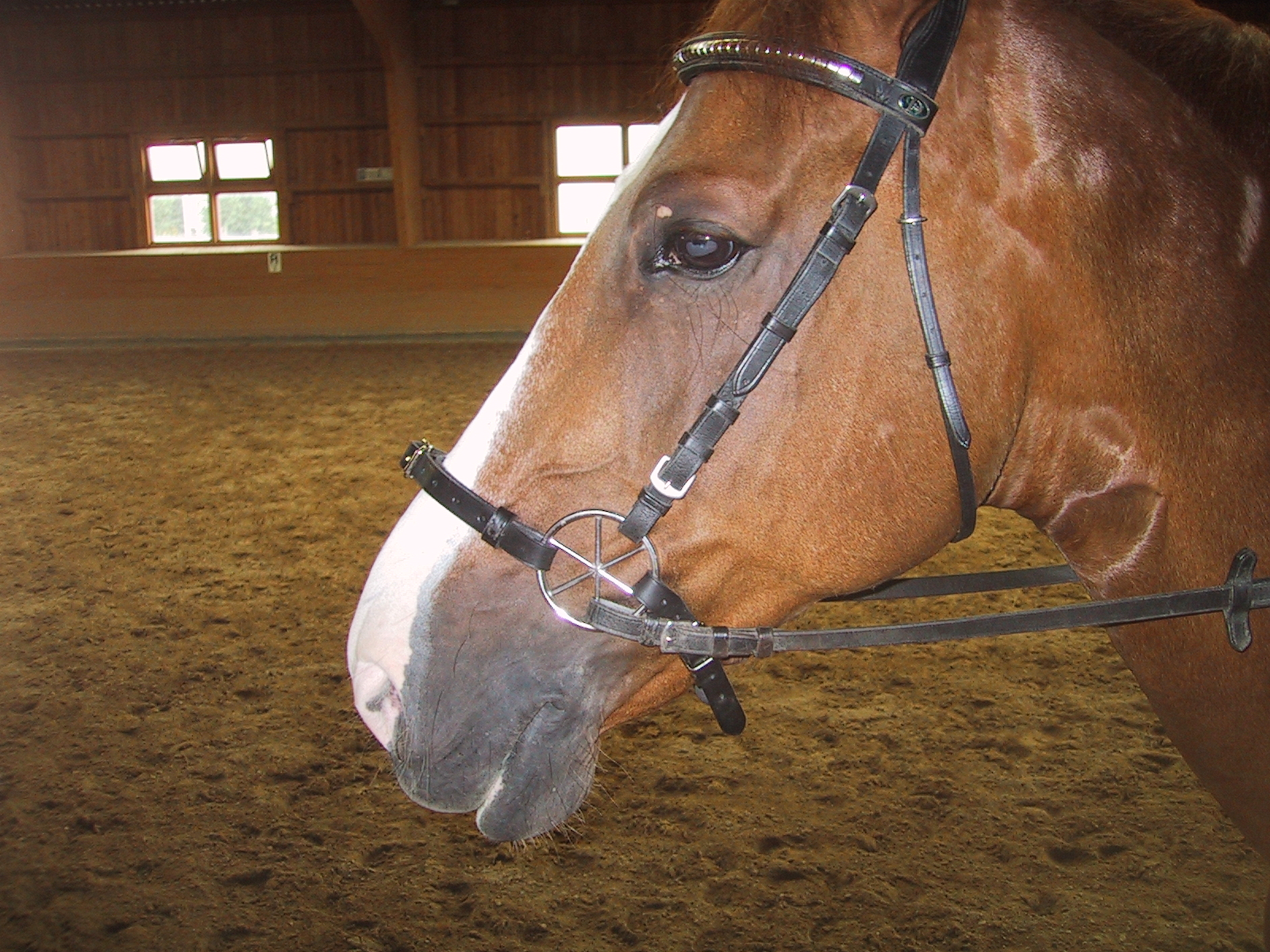
Glücksrad

### Glücksrad
Das Glücksrad, auch LG-Zaum genannt, ist die relativ junge Erfindung der deutschen Pferdeausbilderin Monika Lehmenkühler. An einem sechsspeichigen Rad sind Nasen-, Backen- und Kinnriemen sowie Zügel befestigt. Das Glücksrad dreht sich leicht bei Zügelzug und wirkt daher wie ein mildes mechanisches Hackamore. Es kann auch mit Anzügen und zwei Paar Zügeln geritten werden. Das Glücksrad ist ähnlich wie eine Trense zu handhaben. Mit Kinnriemen wirkt es mild, bei zweireihiger Kinnkette mittelscharf, bei einreihiger Kinnkette scharf. Allerdings wehren sich Pferde häufig gegen letztere Version. Bei einer nicht auf das Pferd abgestimmten Kinnkette ist die Zäumung weitgehend wirkungslos. Bei einem Test der Zeitschrift Cavallo hatten mehrere gute Reiter Probleme, ihre Pferde mit dieser Zäumung fein abgestimmt zu halten. Bei einem weiteren Test des Senders NDR stellten Springreiter, Dressurreiter und Freizeitreiter keinen Unterschied in der Handhabung zur normalen Trense fest.

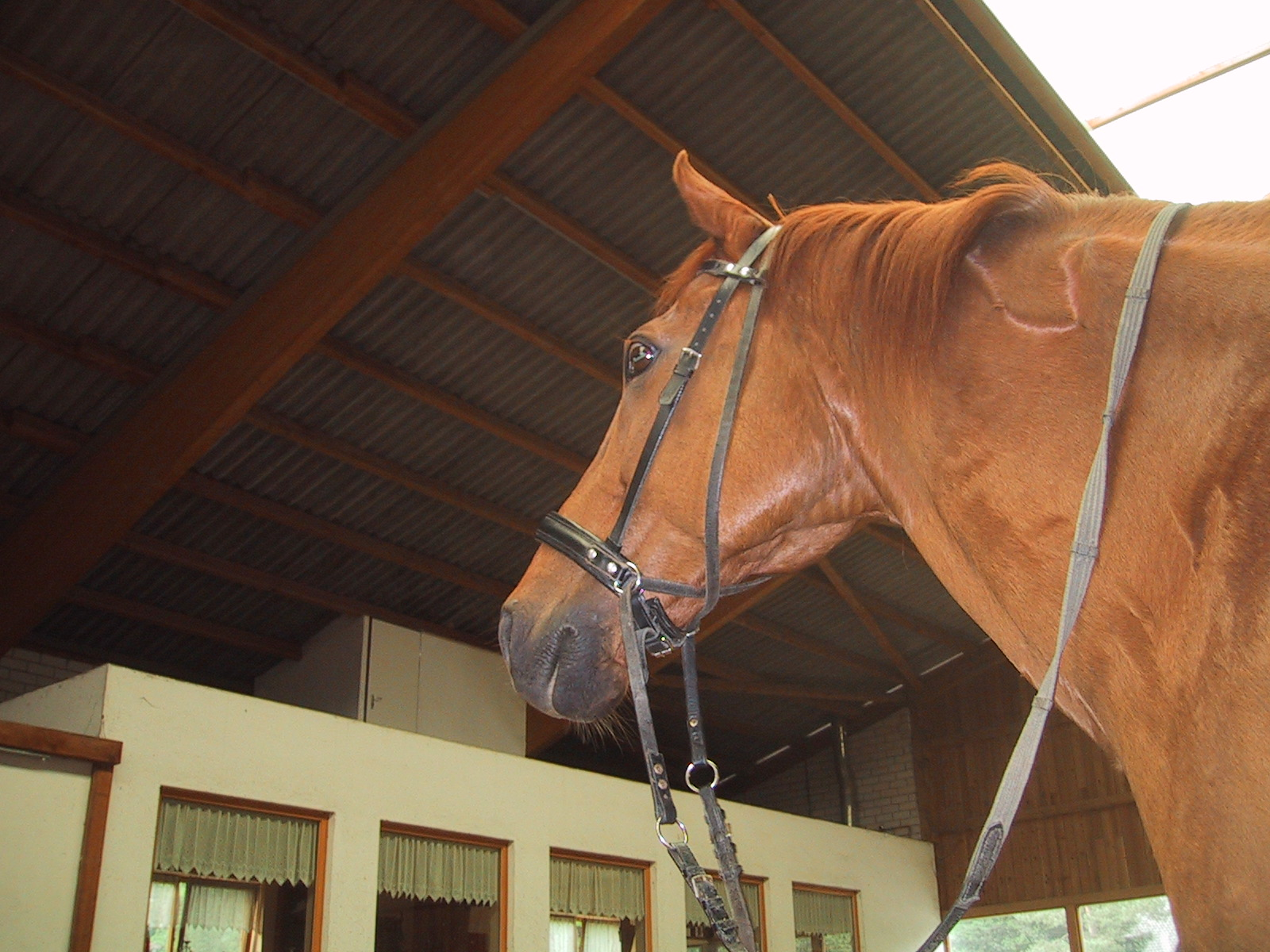
Deutsche Ausführung des Bitless Bridle

### Bitless Bridle
Robert Cook, ein amerikanischer Veterinärmediziner, vertritt den Standpunkt, dass Gebisse die Atmung behindern, indem sie die Maultätigkeit anregen und den Speichelfluss fördern. Dies könne unter anderem zu Erstickungsanfällen und Blutungen im Atmungstrakt bei Rennpferden führen. Außerdem kämen Gebisse als Ursache für eine große Zahl anderer Erkrankungen, beispielsweise Headshaking, in Betracht. Auch pathologische Veränderungen der Kieferknochen und Erkrankungen des Kauapparates seien unter Umständen darauf zurückzuführen. Diese Ergebnisse wurden von der Fachwelt bisher nicht reproduziert.
Robert Cook vertreibt das Bitless Bridle, das auf den Nasenrücken, die Ganaschen und das Genick wirkt. Der Zügeldruck wird so auf eine größere Fläche verteilt, als bei der Trense, die nur im Maul wirkt. Darin sieht Cook einen Vorteil. Das Genickstück entspricht dem üblichen Zaum und die Zügel werden überkreuzt an Stelle des Kehlriemens eingeschnallt. In Deutschland wird eine Ausführung hergestellt, bei dem der Zügel durchgehend hinter dem Genickstück des Reithalfters verläuft. Für den Fahrsport wurde ein spezielles Modell entwickelt. Langes Winterfell kann sich unter Umständen in den Zügelriemen verfangen, weil sie um den ganzen Kopf herumgeführt werden.
Das Bitless Bridle ist für Reiter und Reiterinnen mit harter Hand ungeeignet, da es dann im Genick unangenehm drücken kann, und das Pferd nicht, wie bei einem Anbindehalfter, ausweichen kann.